# Eric Bana
Eric Martin Andrew Banadinović (Melbourne; 9 de agosto de 1968), conocido profesionalmente como Eric Bana (/ˈbænə/), es un actor australiano.  
Inició su carrera en la serie de comedia de sketches Full Frontal, y alcanzó notoriedad con sus interpretaciones en la comedia dramática The Castle (1997) y en el filme biográfico de crimen Chopper (2000). Tras una década de papeles en producciones de cine y televisión en Australia, Bana llamó la atención de la industria cinematográfica estadounidense gracias a su participación en la película bélica Black Hawk Down (2001) y por su papel como Bruce Banner en el filme de superhéroes Hulk (2003). Posteriormente, interpretó a Héctor en la epopeya histórica Troya (2004) y asumió un papel principal en el thriller histórico Munich (2005). En 2009, dio vida al villano Nero en la película de ciencia ficción Star Trek, que recibió elogios de la crítica y fue un éxito de taquilla. Durante la década de 2010 continuó trabajando de forma constante, destacando sus interpretaciones como el teniente comandante Erik S. Kristensen en Lone Survivor (2013), y como el sargento de policía Ralph Sarchie en el filme de terror Deliver Us from Evil (2014). En 2018, protagonizó la miniserie de crimen real Dirty John. En 2020 regresó a Australia para encabezar el reparto del thriller rural The Dry y en 2025 protagonizó la exitosa serie de Netflix Untamed. 
Bana ha sido galardonado con varios premios del Instituto de Cine de Australia y ha interpretado papeles principales y de reparto en una amplia variedad de géneros, que incluyen epopeyas históricas, ciencia ficción y thrillers de acción. Además de su carrera actoral, es un entusiasta del automovilismo, habiendo participado en diversas competiciones en Australia. En 2019, fue nombrado Miembro de la Orden de Australia (AM) por sus servicios al arte dramático.

## Biografía
Eric Martin Andrew Banadinović nació el 9 de agosto de 1968 en Melbourne, Victoria, y es el menor de dos hermanos. Por parte de su padre es de ascendencia croata. El abuelo paterno de Bana, Mate Banadinović, se mudó a Argentina después de la Segunda Guerra Mundial, y la abuela paterna emigró a Alemania y más tarde a Australia en la década de 1950, llevando consigo a su hijo Iván (el padre de Bana). Su padre era gerente de logística de Caterpillar, y su madre, Eleanor, de origen alemán, era peluquera. Creció en Tullamarine, un suburbio a 14 km al noroeste del distrito central de negocios de Melbourne, Victoria, Australia, . En un artículo de portada de The Mail on Sunday, Bana le dijo a la periodista Antonella Gambotto-Burke que su familia había sufrido insultos racistas, lo que le produjo gran pesar. «Wog es una terrible palabra», dijo. También ha declarado: «Siempre he estado orgulloso de mi origen, que tuvo una gran influencia en mi educación. Invariablemente he estado en compañía de personas de origen europeo».
Desde temprana edad demostró su habilidad para la interpretación, comenzó imitando a los miembros de su familia a la edad de seis o siete años, parodiaba la forma de caminar, la voz y los gestos de su abuelo. En la escuela imitaba a sus profesores como un medio para evitar problemas. En la adolescencia vio Mad Max (1979), la película de Mel Gibson, y decidió que quería ser actor. Sin embargo, no consideró seriamente hacer una carrera en las artes escénicas hasta 1991, cuando lo convencieron para hacer comedia en vivo mientras trabajaba de barman en el hotel Melbourne's Castle. Sus actuaciones como comediante en pubs no le proporcionaban suficientes ingresos para vivir, por lo que continuó con su trabajo de barman y sirviendo mesas.

## Trayectoria profesional
Bana hizo su debut televisivo en el reality show nocturno de Steve Vizard, Tonight Live, en 1993. Su interpretación llamó la atención de los productores del programa cómico de sketches, Full Frontal, que lo invitaron a unirse a la serie como guionista y actor. Durante los cuatro años que participó en el show escribió gran parte de su propio material y basó algunos de los personajes en miembros de su familia. Las imitaciones de Columbo, Arnold Schwarzenegger, Sylvester Stallone y Tom Cruise lo hicieron popular entre la audiencia. Este éxito le llevó a grabar el álbum de comedia Out of Bounds en 1994 y a ser anfitrión de su propio especial de televisión, titulado Eric, en 1996. El espectáculo, una colección de sketches de personajes cotidianos, le llevó a lanzar una serie cómica, The Eric Bana Show. La serie, escrita e interpretada por Bana, incluía parodias, comedia en vivo e invitados famosos, pero no logró atraer audiencia suficiente y fue cancelada después de sólo ocho episodios debido a los bajos ratings. Aun así, en 1997 recibió el Logie Award a «La personalidad más popular en comedia», por su trabajo en el show.

Ese mismo año, Bana hizo su debut cinematográfico en la película australiana The Castle, que narra la lucha de una familia de Melbourne para conservar su casa junto al aeropuerto cuando las autoridades aeroportuarias intentaban obligarlos a mudarse. Apareció en un papel secundario como Con Petropoulous, un contable en el mundo del kickboxing que es yerno del jefe. Sorprendentemente, The Castle fue un éxito en crítica y taquilla, recaudando 10 326 428 dólares australianos en la taquilla nacional.

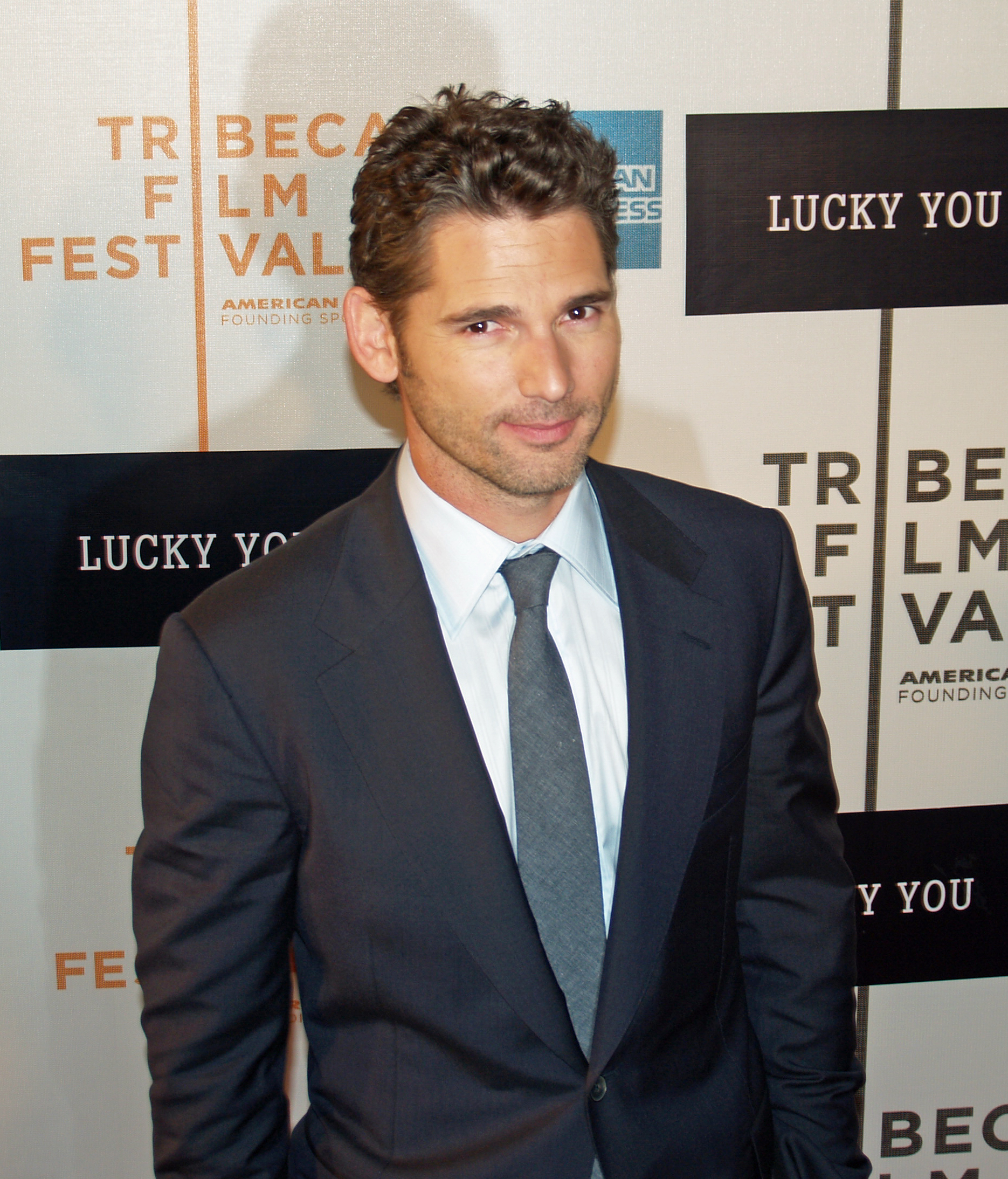
Eric Bana en 2007.

En 1997, a pesar de su falta de experiencia en papeles dramáticos, el director Andrew Dominik le propuso aparecer en Chopper (2000), una película biográfica basada en la vida del tristemente célebre criminal australiano Chopper Read. Dominik había estado trabajando en el proyecto durante cinco años, pero no había encontrado a un actor que representara a Read. Sólo después de que el mismo Read sugiriera a Bana, después de verlo realizar una escena en la televisión, Dominik lo consideró para el papel.
Bana se rapó la cabeza, engordó unos 14 kilos de peso y pasó dos días con Read para perfeccionar su papel. Durante el rodaje llegaba al set a las cuatro de la mañana para someterse a cinco horas de maquillaje para simular los tatuajes característicos de Read. A pesar de que la película tuvo una distribución limitada fuera de Australia, la actuación de Bana recibió críticas positivas. El crítico de cine Roger Ebert elogió a Bana y comentó que «en un comediante llamado Eric Bana los cineastas han encontrado, creo, una futura estrella [...] Tiene una calidad que ninguna escuela de interpretación puede enseñarte y que pocos actores pueden igualar. No puedes quitarle la vista de encima». Chopper fue un éxito en taquilla y para la crítica australiana y fue nominada a mejor película en los premios AACTA Awards en 2001. Su papel en la película le hizo ganar el premio al mejor actor.
En 2001, el director Ridley Scott incluyó a Bana en el reparto de la película Black Hawk Down (2001), para interpretar el papel de un soldado estadounidense. Impresionado por la interpretación de Bana en Chopper, Scott ni siquiera le pidió que hiciera una prueba. En la película dio vida al sargento de primera clase Norm Gibson, una soldado de élite de la Delta Force, que luchó para salir de una batalla en Mogadiscio, Somalia, después de fracasar en una misión para capturar a dos tenientes de un líder militar renegado. Bana perdió el peso que había ganado para Chopper y comenzó un régimen de ejercicio meses antes del comienzo del rodaje. También entrenó con los operadores de la Delta Force en Fort Bragg, aprendió a disparar armas de fuego y a limpiar un habitáculo de enemigos.
El siguiente proyecto de Bana fue la película australiana de bajo presupuesto The Nugget (2002), una comedia que retrata el efecto de la riqueza inmediata en tres hombres de la clase trabajadora, que fue estrenada con muy poco éxito en Australia. Bana leyó el guion después de filmar Chopper en 2000 y se sintió atraído porque le recordó su infancia y encontró a los personajes divertidos y agradables. Mientras filmaba The Nugget le ofrecieron el papel de Bruce Banner, el protagonista de la adaptación cinematográfica de la popular serie de cómics The Incredible Hulk, aunque solo después de enterarse de la participación del director Ang Lee en el proyecto fue cuando consideró hacer el papel. Bana admiraba a Lee por su trabajo en The Ice Storm y aceptó trabajar en la película antes de que estuviera listo el guion definitivo. Dijo que se interesó en la cinta porque «el personaje de Bruce Banner tenía potencial dramático» y era «un superhéroe muy poco tradicional». Hulk (2003) recibió críticas mixtas y tuvo un éxito moderado en taquilla, pero elogiaron la actuación de Bana. Jack Matthews del New York Daily News afirmó que Bana interpretó el papel de Bruce Banner «con gran convicción». Por su actuación en Hulk, Bana fue nominado a un premio Saturn de la Academia de Cine de Ciencia Ficción, Fantasía y Terror.

En 2004, protagonizó junto a Brad Pitt la película de alto presupuesto Troy. Bana representó al príncipe Héctor, el líder de las fuerzas troyanas que lucharon contra el guerrero griego Aquiles. El director Wolfgang Petersen le ofreció el papel después de tener una reunión con Brad Pitt, admirador de Chopper. La película fue un éxito a nivel internacional y recaudó 364 millones de dólares. Sin embargo, en Estados Unidos ganó considerablemente menos, la recaudación fue inferior a 133 millones de dólares.

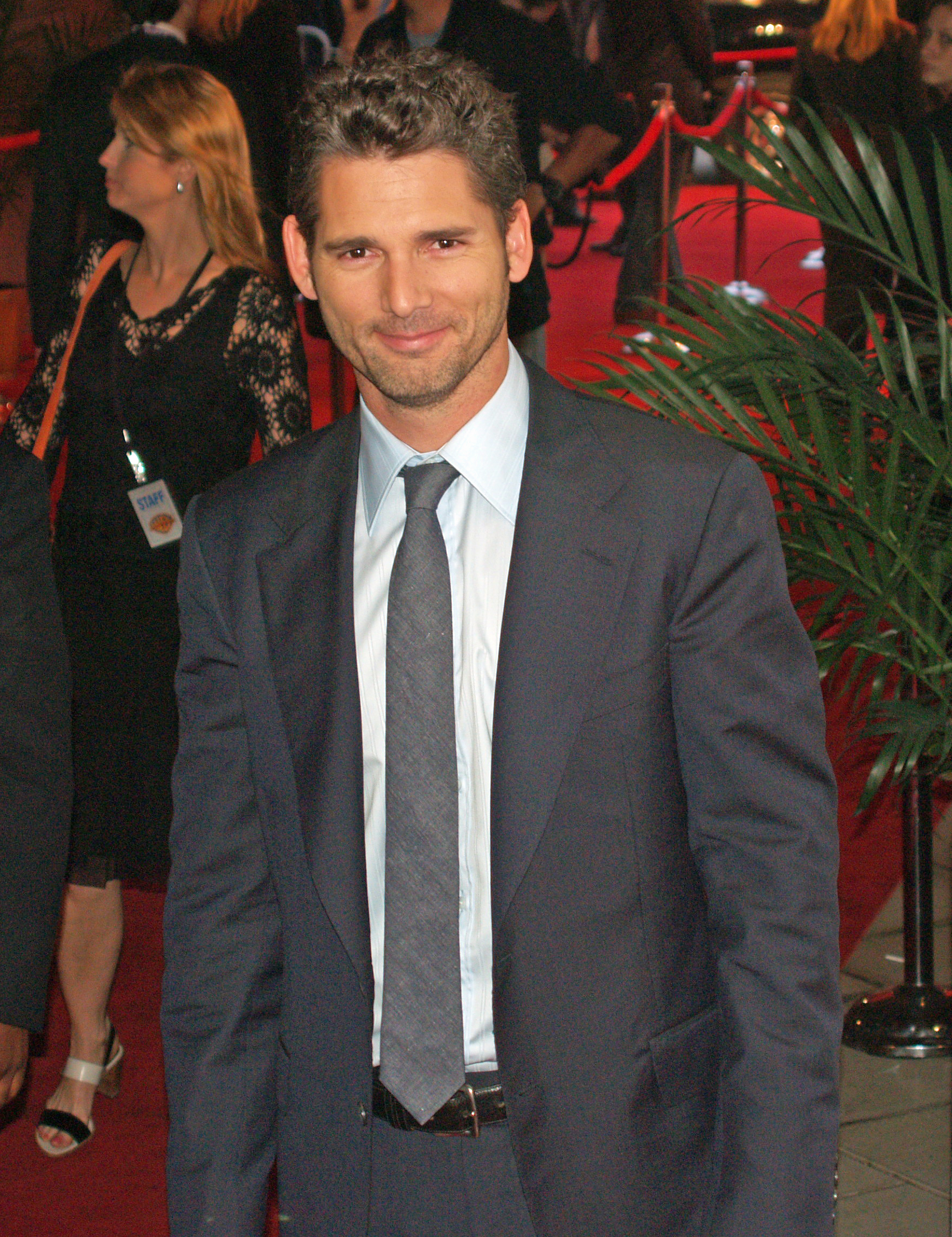
Bana en el estreno de Lucky You en mayo de 2007.

Tras la decepción crítica de Hulk y Troy, los críticos cuestionaron la rentabilidad de Bana en películas de alto presupuesto. El actor respondió en la revista Empire: «No es como si [Hulk] fuera un fracaso. Cuando estás en una sesión larga es una gran inversión personal. Si no estuviera satisfecho con el resultado final estaría muy enfadado, pero hasta ahora en todos los casos he estado feliz. Troy podría haber recaudado $50 y no lo lamentaría».
Al año siguiente coprotagonizó con Daniel Craig y Geoffrey Rush la película de Steven Spielberg, Múnich. Bana dio vida a Avner, un agente del Mosad que recibe la orden de rastrear y matar a los terroristas de la organización Septiembre Negro, a quienes se consideraba responsables de la masacre de los atletas israelíes en los Juegos Olímpicos de 1972. La película fue un éxito de crítica y fue nominada para cinco premios de la Academia en 2006. Los Angeles Times publicó que Bana, como Avner, «proyecta una combinación de sensibilidad y crueldad y [...] sabe cómo mostrar una cara para que la preocupación sea una nueva experiencia».
En 2006, Bana fue invitado a unirse a la Academia de Artes y Ciencias Cinematográficas. Lucky You, una comedia romántica en la que trabajó antes de la filmación de Múnich, y que fue estrenada a principios de 2007. En la película interpretó a Huck Cheever, un jugador profesional de póquer que debe superar sus problemas personales para ganar un torneo de altas apuestas en Las Vegas. Su siguiente película fue el drama australiano Romulus, My Father (2007), basada en las memorias homónimas de Raimond Gaita, que retrata a una pareja y su lucha ante la adversidad para criar a su hijo. La película fue un éxito de crítica y su actuación le valió un segundo premio AACTA a mejor actor.
Su siguiente proyecto fue el drama histórico The Other Boleyn Girl (2008). En la película interpretó a Enrique VIII de Inglaterra y actuó junto a Scarlett Johansson y Natalie Portman. A Bana le sorprendió que le ofrecieran el papel y confesó que «probablemente lo habría ignorado sin abrirlo incluso» si se lo hubieran presentado bajo un título diferente. Al año siguiente actuó junto a Chris Pine y Zachary Quinto en la película de ciencia ficción Star Trek, dirigida por J. J. Abrams. En la cinta interpreta a Nero, capitán de una nave minera romulana que intenta vengarse de Spock, a quien culpa por la destrucción de su planeta natal y los habitantes de este. Star Trek fue un éxito para la crítica y recaudó más de 380 millones de dólares en todo el mundo.
En agosto de 2009, Bana interpretó a Henry DeTamble en la película The Time Traveler's Wife, adaptación cinematográfica de la novela homónima. También coprotagonizó con Adam Sandler y Seth Rogen la tercera película como director de Judd Apatow, titulada Funny People, que trata sobre los comediantes en vivo, siendo su primera aparición en una comedia convencional. Además, en 2009 dirigió y produjo una película documental llamada Love the Beast, que detalla la relación personal que tuvo con su primer coche y sigue su progresión como amante de los coches. En el camino busca orientación y sabiduría en el sanctasanctórum de sus tres amigos de toda la vida, las celebridades: Jay Leno, Jeremy Clarkson y Dr. Phil.
En 2011, Bana apareció como Erik Heller en el thriller de acción Hanna, coprotagonizado por Saoirse Ronan y Cate Blanchett. La película se convirtió en otro de sus éxitos después de estrenarse en segundo lugar en la taquilla de Estados Unidos. Se ha pensado en él para protagonizar Elvis & Nixon interpretando a Elvis Presley.
En 2013, protagonizó la película paranormal Deliver Us From Evil (Líbranos del mal) del reconocido director Scott Derrickson lanzada en 2014, donde dio vida a Sarchie, un oficial del departamento de Policía de NY, compartiendo protagonismo con Edgar Ramírez y Sean Harris en los papeles del padre Mendoza y Mick Santino respectivamente.
En 2017, interpretó a Uther Pendragon, rey de Britania y padre del futuro Rey Arturo, en la película King Arthur: Legend of the Sword (2017), dirigida por Guy Ritchie. Ese mismo año protagonizó el drama británico The Forgiven, en el que encarnó al asesino Piet Blomfield. La película recibió críticas mixtas; The Village Voice elogió la actuación, pero consideró que el filme carecía de enfoque narrativo.
En 2018, Bana interpretó a John Meehan en la miniserie Dirty John, producida por Bravo y basada en el pódcast de crimen real del mismo nombre creado por Christopher Goffard. 
En 2021, protagonizó el drama de misterio The Dry, basado en la novela homónima de Jane Harper, con gran éxito tanto en taquilla como en crítica. Ese mismo año prestó su voz al personaje del cuidador del zoológico Chaz en la película de animación Back to the Outback. En 2022, dio voz al personaje de Monterey Jack en la película animada Chip 'n Dale: Rescue Rangers, y participó en el drama australiano Blueback, que tuvo su estreno en el Festival Internacional de Cine de Toronto.
En 2025, protagoniza junto a Sam Neill la miniserie de Netflix Untamed, un drama ambientado en el Parque Nacional de Yosemite. La producción narra una historia de supervivencia, conflicto y redención en medio de la naturaleza salvaje, y representa un nuevo acercamiento al thriller psicológico en formato televisivo.

## Vida personal

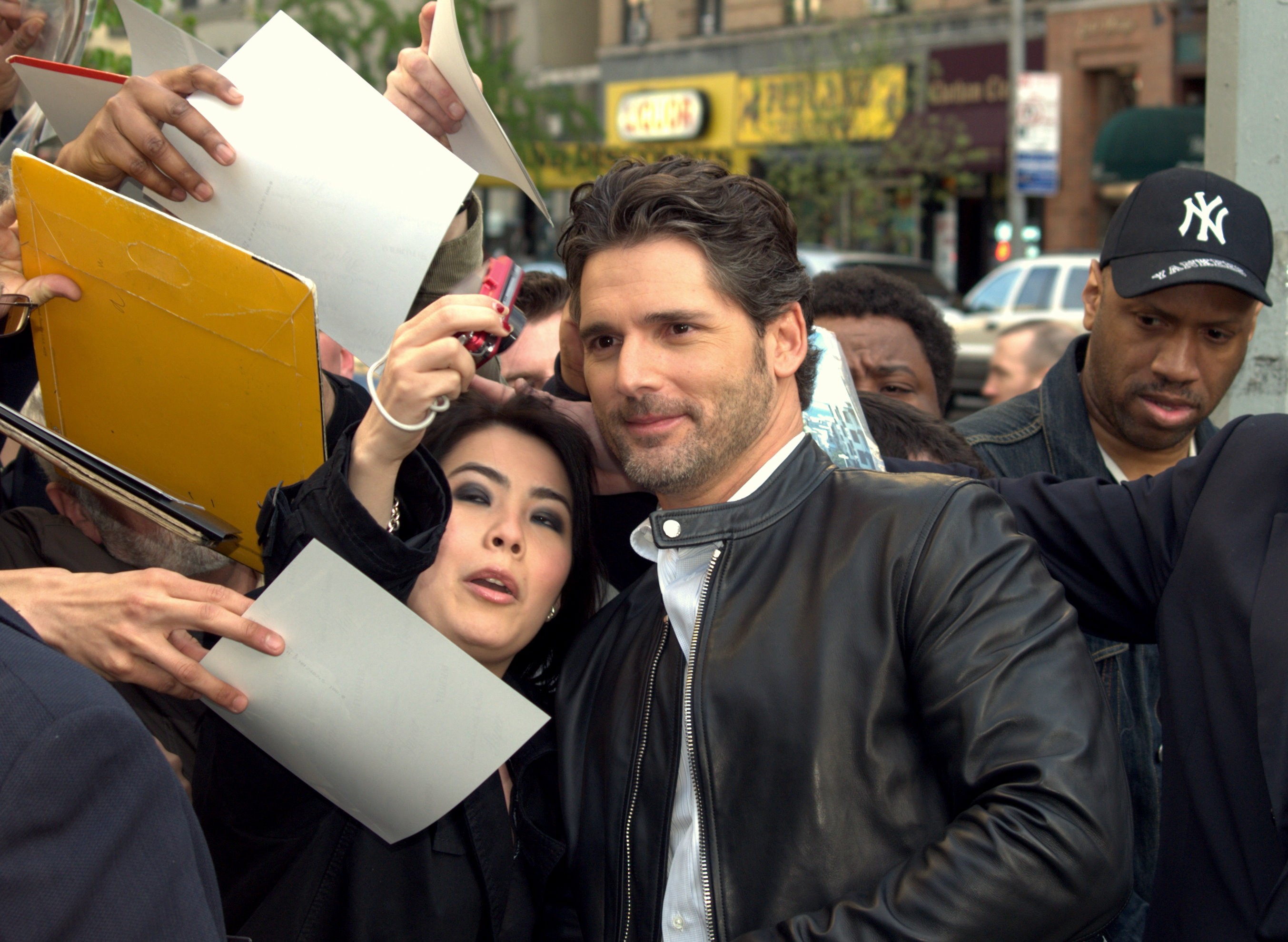
Bana posando con sus fanes en el Festival de cine de Tribeca en 2009.

En 1995, mientras trabajaba en la serie de televisión Full Frontal, Bana comenzó a salir con Rebecca Gleeson, publicista de Seven Network e hija del entonces presidente del Tribunal Supremo de Nueva Gales del Sur y más tarde presidente de la Suprema Corte de Justicia de Australia, Murray Gleeson. Se casaron en 1997, después de que Bana le propusiera matrimonio durante un viaje a los Estados Unidos, con el que fue premiado por la revista Cleo Magazine por haber sido nombrado su «Soltero del año» en 1996. La pareja tiene dos hijos, Klaus (nacido en 1999) y Sophia (nacida en 2002), y viven en Melbourne. En sus documentos de identidad oficiales todavía aparece su apellido de nacimiento, Banadinović.
Bana es un entusiasta del automovilismo y participa en diversas competiciones de automovilismo en Australia. A la edad de catorce años quería abandonar la escuela para centrarse a tiempo completo en ser mecánico, pero su padre lo convenció para que terminase la escuela y le aconsejó que evitara convertir su afición en trabajo. Compró su primer coche a los quince años, un coupé Ford Falcon XB 1974, por 1.100 dólares australianos; lo condujo en su debut en las pistas en la Targa Tasmania de 1996, una carrera de una semana alrededor de la isla de Tasmania. Ha conservado ese coche por más de un cuarto de siglo. En 2009 produjo y dirigió un documental llamado Love The Beast, que detalla el papel central que las carreras y la fijación en ese mismo coche han tenido en su vida y en las vidas de sus amigos. En 2004 compró un Porsche 944 para competir en el Desafío Porsche de Australia. En diferentes competiciones a lo largo de 2004 acabó con frecuencia en el top ten y en noviembre acabó cuarto en la Sandown 500, su mejor marca personal. El 21 de abril de 2007 estrelló su Falcon XB 1974 en el rally Targa Tasmania. Ni él ni su copiloto resultaron heridos. Bana apareció en el programa británico de automovilismo Top Gear el 15 de noviembre de 2009, como invitado para el segmento «Star in a Reasonably Priced Car» (Estrella en un coche a precio razonable). Completó la vuelta en la pista de pruebas de Top Gear en 1 minuto y 47.5 segundos sobre pista mojada, siendo la más rápida en pista húmeda jamás registrada hasta el momento.

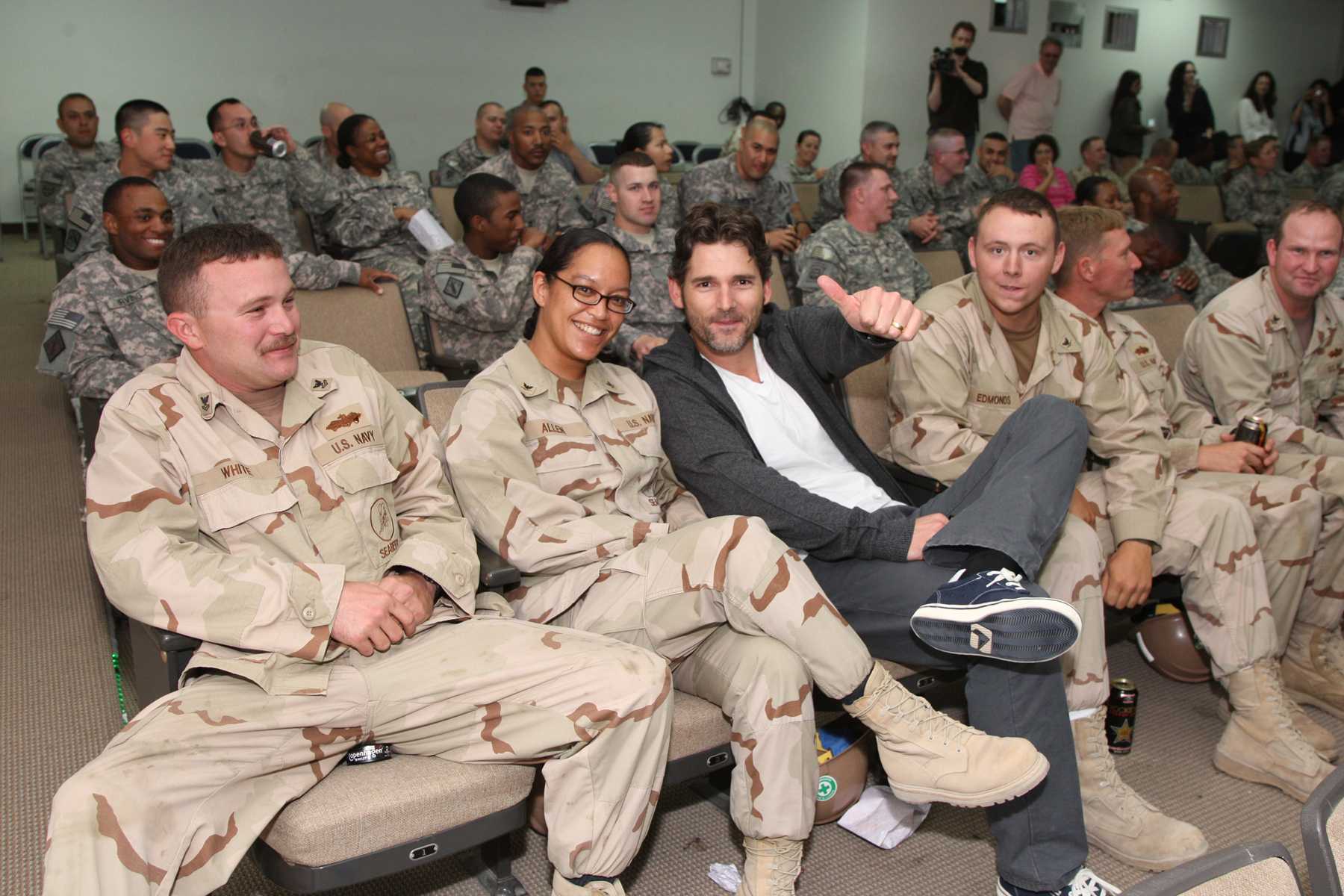
Eric Bana con soldados estadounidenses en Kuwait (2009)

Además, Bana es un gran seguidor del fútbol australiano. Su amor por el deporte comenzó a temprana edad, cuando su padrino le llevó a ver al St Kilda Football Club, su equipo favorito de la liga australiana de fútbol. A menudo es visto en los juegos de la AFL cuando se encuentra en Australia. Su afición por el St Kilda FC hizo que el club apareciera en la película Funny People y en la promoción que hizo Bana de la cinta en 2009, especialmente en el programa de la NBC, Late Night with Jimmy Fallon. En 2010, Bana fue nombrado por el St Kilda FC «Titular del boleto número uno de los Santos».

### Obras benéficas
Bana es embajador de la organización benéfica del padre Chris Riley para jóvenes sin hogar, Youth off the Streets. En 2008, apareció con el padre Chris en un anuncio para apoyar la campaña anual de la organización. También apoya a Mental Illness Fellowship, que trabaja para sensibilizar la opinión pública sobre las enfermedades mentales en Australia. En 2004, apareció en varios anuncios prominentes para la asociación. También es miembro activo en las campañas del Australian Childhood Foundation y el Bone Marrow Donor Institute. Desde 1995, participa en la Motorcycle Riders Association Toy Run en Melbourne, que recauda dinero y juguetes en Navidad para niños necesitados.

## Filmografía

### Cine
| Año    | Título                           | Título                                                       | Título                                   | Personaje                                            | Ref    |
| Año    | Original                         | Latinoamérica                                                | España                                   | Personaje                                            | Ref    |
| ------ | -------------------------------- | ------------------------------------------------------------ | ---------------------------------------- | ---------------------------------------------------- | ------ |
| 1997   | The Castle                       | El Castillo                                                  | El Castillo                              | Con Petropoulous                                     | [ 52 ] |
| 2000   | Chopper                          | Chopper                                                      | Chopper                                  | Mark Brandon "Chopper" Read                          | [ 53 ] |
| 2001   | Black Hawk Down                  | La caída del Halcón Negro                                    | Black Hawk derribado                     | Sargento de primera clase (SPP) Norm ''Hoot'' Gibson | [ 54 ] |
| 2002   | The Nugget                       | La Pepita                                                    | La Pepita                                | Lotto                                                |        |
| 2003   | Hulk                             | Hulk                                                         | Hulk                                     | Dr. Bruce Banner / "Dr. Bruce Krenzler" / Hulk       | [ 55 ] |
| 2003   | Finding Nemo                     | Buscando a Nemo                                              | Buscando a Nemo                          | Ancla (Voz)                                          | [ 56 ] |
| 2004   | Troy                             | Troya                                                        | Troya                                    | Príncipe Héctor                                      | [ 57 ] |
| 2005   | Múnich                           | Múnich                                                       | Múnich                                   | Avner Kaufman (Basado en Yuval Aviv)                 | [ 58 ] |
| 2007   | Lucky You                        | Lucky You                                                    | Lucky You                                | Huck Cheever                                         | [ 59 ] |
| 2007   | Romulus, My Father               | Romulus, Mi Padre                                            | Romulus, Mi Padre                        | Romulus Gaita                                        | [ 60 ] |
| 2008   | The Other Boleyn Girl            | La otra Bolena / La otra reina                               | Las hermanas Bolena                      | Henry Tudor                                          | [ 61 ] |
| 2009   | Mary and Max                     | Mary y Max                                                   | Mary y Max                               | Damien Popodopolous (Voz)                            | [ 62 ] |
| 2009   | Star Trek                        | Star Trek: Un nuevo comienzo / Star Trek: El futuro comienza | Star Trek XI / Star Trek 2009            | Capitán Nero                                         | [ 63 ] |
| 2009   | The Time Traveler's Wife         | Te amaré por siempre                                         | Más allá del tiempo                      | Henry DeTamble                                       | [ 64 ] |
| 2009   | Funny People                     | Siempre hay tiempo para reír                                 | Hazme reír                               | Clarke                                               | [ 65 ] |
| 2011   | Hanna                            | Hanna                                                        | Hanna                                    | Erik Heller                                          | [ 66 ] |
| 2012   | Deadfall                         | Atrapados                                                    | La huida                                 | Addison                                              | [ 67 ] |
| 2013   | Closed Circuit                   | Circuito Cerrado                                             | Circuito Cerrado                         | Martin Rose                                          | [ 68 ] |
| 2013   | Lone Survivor                    | El sobreviviente                                             | El único superviviente                   | Erik S. Kristensen                                   | [ 69 ] |
| 2014   | Deliver Us from evil             | Líbranos del mal                                             | Líbranos del mal                         | Ralph Sarchie                                        | [ 70 ] |
| 2016   | The Finest Hours                 | Horas Contadas                                               | La hora decisiva                         | Suboficial en jefe Daniel Webster Cluff              | [ 71 ] |
| 2016   | Special Correspondents           | Corresponsales Especiales                                    | Corresponsales Especiales                | Frank Bonneville                                     | [ 72 ] |
| 2016   | The Secret Scripture             | La Escritura Secreta                                         | La Escritura Secreta                     | Dr. William Stephen Grene                            | [ 73 ] |
| 2017   | King Arthur: Legend of the Sword | El Rey Arturo: La Leyenda de la Espada                       | Rey Arturo: La Leyenda de Excalibur      | Uther Pendragon                                      | [ 74 ] |
| 2017   | The Forgiven                     | El Perdonado                                                 | El Perdonado                             | Piet Blomfeld                                        | [ 75 ] |
| 2020   | The Dry                          | Lo Seco                                                      | Años de sequía                           | Aaron Falk                                           | [ 76 ] |
| 2021   | Back to the Outback              | Animalia en Australia                                        | ¡Nos volvemos a casa!                    | Chaz Hunt (Voz)                                      | [ 77 ] |
| 2022   | Blueback                         | Blueback                                                     | Blueback                                 | Mad Macka                                            | [ 78 ] |
| 2022   | Chip 'n Dale: Rescue Rangers     | Chip y Dale al rescate                                       | Chip y Chop: Los guardianes rescatadores | Monterey Jack (Voz)                                  | [ 78 ] |
| [ 78 ] | A Sacrifice                      | A Sacrifice                                                  | La Secta                                 | Ben Monroe                                           | [ 78 ] |
| [ 78 ] | Force of Nature: The Dry 2       | Naturaleza salvaje                                           | Naturaleza salvaje                       | Aaron Falk                                           | [ 78 ] |
| [ 78 ] | Memoir of a Snail                | Memorias de un caracol                                       | Memorias de un caracol                   | James The Magistrate (Voz)                           | [ 79 ] |
| TBA    | Apex                             |                                                              |                                          |                                                      | [ 79 ] |

### Series
| Año         | Título                                | Título                                       | Título                                       | Personaje                      | Notas                      | Ref    |
| Año         | Original                              | Latinoamérica                                | España                                       | Personaje                      | Notas                      | Ref    |
| ----------- | ------------------------------------- | -------------------------------------------- | -------------------------------------------- | ------------------------------ | -------------------------- | ------ |
| 1993–1997   | Full Frontal                          | Full Frontal                                 | Full Frontal                                 | Varios Roles                   | 66 episodios               | [ 80 ] |
| 1996–1997   | The Eric Bana Show Live               | El show de Eric Bana en vivo                 | El show de Eric Bana en vivo                 | Varios Roles                   | 17 episodios               | [ 81 ] |
| 1999–2000   | All Saints: Medical Response Unit     | Todos Los Santos: Unidad de Respuesta Médica | Todos Los Santos: Unidad de Respuesta Médica | Rob Biletsky                   | 3 episodios                | [ 82 ] |
| 2000–2001   | Something in the Air                  | Algo en el aire                              | Algo en el aire                              | Joe Sabatani                   | 202 episodios              | [ 83 ] |
| 2018 - 2019 | The Joel McHale Show With Joel McHale | El show de Joel McHale con Joel McHale       | El show de Joel McHale con Joel McHale       | John Meehan / "John, el sucio" | Episodio: "Roller Coaster? | [ 84 ] |
| 2025        | Untamed                               | Invencible                                   | Invencible                                   | Kyle Turner                    | 6 episodios                | [ 38 ] |

### Videojuegos
| Año  | Título                                       | Título                                                | Título                                                | Personaje                                      | Notas | Ref.   |
| Año  | Original                                     | Latinoamérica                                         | España                                                | Personaje                                      | Notas | Ref.   |
| ---- | -------------------------------------------- | ----------------------------------------------------- | ----------------------------------------------------- | ---------------------------------------------- | ----- | ------ |
| 2003 | Hulk                                         | Hulk                                                  | Hulk                                                  | Dr. Bruce Banner / "Dr. Bruce Krenzler" / Hulk | Voz   | [ 85 ] |
| 2003 | Finding Nemo: Nemo's Underwater World of Fun | Buscando a Nemo: El divertido mundo submarino de Nemo | Buscando a Nemo: El divertido mundo submarino de Nemo | Anchor / Ancla                                 | Voz   |        |

### Vídeos musicales
| Año  | Título                     | Grupo      | Ref. |
| ---- | -------------------------- | ---------- | ---- |
| 2014 | Chantoozies: Baby It's You | Cantoozies |      |

## Literatura

### Álbumes
- Fuera de los límites (1994) (Escritor e Ilustrador)

## Reconocimientos

### Distinciones
- Miembro de la Orden de Australia (2019).

### Premios y nominaciones
| Año  | Premio                    | Categoría                         | Trabajo           | Resultado | Ref.   |
| ---- | ------------------------- | --------------------------------- | ----------------- | --------- | ------ |
| 1997 | Logie Awards              | Mejor Personalidad Cómica Popular | Full Frontal      | Ganador   | [ 86 ] |
| 2000 | Australian Film Institute | Mejor Actor en un Rol Protagónico | Chopper           | Ganador   | [ 87 ] |
| 2005 | MTV Movie Awards          | Mejor Pelea (Con Brad Pitt)       | Troya             | Nominado  | [ 88 ] |
| 2007 | Australian Film Institute | Mejor Actor en un Rol Protagónico | Romulus, Mi Padre | Ganador   | [ 89 ] |
| 2009 | Teen Choice Awards        | Mejor Villano de Película         | Star Trek         | Nominado  | [ 90 ] |